# JBS S.A.
JBS S.A. es una empresa de alimentación brasileña, es actualmente la mayor industria de procesamiento de la carne en el mundo. Fue fundada en 1953 en la ciudad de Anapolis, Goias. Su sede central es en São Paulo. La empresa es una de las mayores empleadoras de Brasil.
JBS es actualmente la mayor productora de proteínas del mundo. La compañía opera en el procesado de carnes bovina, porcina, pescado, ovina y de pollo, y en el procesamiento de cueros. Además, comercializa productos de higiene y limpieza, colágeno, embalajes metálicos, biodiésel, entre otros. La cartera del grupo cuenta con marcas reconocidas como Swift, Friboi, Maturatta, Cabaña Las Lilas, Pilgrim’s, Gold Kist Farms, Pierce y 1855. Tiene presencia en 24 países en 5 continentes, entre plataformas de producción y oficinas, y sus produtos llegan a consumidores en unos 180 países.
La compañía abrió su capital en 2007 y sus acciones son negociadas en la BM&FBovespa en el más elevado nivel de gobernanza corporativa del mercado de capitales de Brasil, el Nuevo Mercado. En 2012, la compañía registró ingresos netos de R$ 76 mil millones, un aumento del 22,5% con relación al año anterior.

## Historia
El origen de la JBS remonta a 1953, cuando su fundador, José Batista Sobrinho, empezó las operaciones de una pequeña planta con capacidad de procesamiento de cinco reses por día, en la ciudad de Anápolis, en Goiás, en la región Centro Oeste de Brasil.
1953
Fundación de la Casa de Carnes Mineira, en Anápolis (GO).
1970 a 2001
La JBS expande significativamente las operaciones en el sector de carne bovina en Brasil. Por adquisiciones e inversión en las unidades ya existentes, la compañía alcanzó la capacidad de abatimiento diaria de 5,8 mil cabezas.
2001 a 2006
En el período, el grupo pasa a operar 21 plantas en Brasil y 5 en Argentina y aumenta su capacidad de abate para 19,9 mil cabezas por día. En 2005, la compañía principia su proceso de internacionalización y adquiere el 100% del capital social de la Swift-Armour, mayor productora y exportadora de carne bovina en Argentina.
2007
La JBS es la primera empresa en el sector frigorífico a abrir su capital en la bolsa en Brasil. En ese mismo año la compañía expande sus operaciones por medio de la adquisición de la empresa estadounidense Swift Company, que representa su entrada en los mercados de bovinos y porcinos en los EE. UU., y en Australia.
2008
La compañía adquiere la Tasman Group, en Australia, la Smithfield Beef, división de bovinos de la Smithfield Foods, en los EE. UU., y las confinaciones de la Five Rivers, con capacidad para cebar 2 millones de animales por año.
2009
La JBS incorpora el frigorífico Bertin, hasta entonces segundo mayor en Brasil, y adquiere el control accionario de la Pilgrim’s Pride, e ingresa con este al mercado estadounidense de aves. Además, la compañía amplía su capacidad diaria de abate en Brasil en 5.150 bovinos, con la adquisición de 5 nuevas unidades.
2010
El grupo adquiere la Tatiara Meats y los activos de la Rockdale Beef, en Australia, además del Grupo Toledo, en Bélgica. También anuncia la adquisición de la confinación McElhaney en los Estados Unidos y amplía su participación en la Pilgrim’s Pride para el 67,27%. Realiza entre abril y mayo de aquel año una oferta pública primaria de 200 millones de acciones ordinarias, equivalente a R$ 1,6 mil millones.
2012
En Estados Unidos, JBS aumenta de nuevo su participación en la Pilgrim’s Pride, asumiendo el 75,3% del capital social de la empresa. En Brasil, amplía la capacidad anual de procesamiento de bovinos en 2 millones de cabezas e inicia su operación en el segmento de aves, expandiendo en un 15% su capacidad global de producción en esa categoría, por medio del alquiler de los activos de la Frangosul. La Vigor deja de ser una subsidiaria de la JBS y realiza la apertura de su capital, y pasa a tener una estructura corporativa propia e independiente.
2013
La compañía adquiere la Seara Brasil y se consolida como líder global en el procesamiento de aves. El negocio incrementa en un 33% la capacidad diaria de producción de pollo, en un 30% la de porcinos, el 14% la de cuero y en un 30% el número de colaboradores. Además, el grupo pasa a actuar en el segmento de alimentos industrializados, transformándose en la segunda mayor plataforma brasileña de producción y distribución de productos de valor agregado.
En marzo de 2017, JBS fue denunciada por la Policía Federal Brasilera por vender carne adulterada en la Operación Carne Débil.

## Consejo de administración
Joesley Batista, presidente global del Grupo JBS
Miguel Gularte, presidente da JBS Mercosul
André Nogueira, presidente de la JBS USA
Gilberto Tomazoni, presidente global de la JBS Foods
Eliseo Fernández, director ejecutivo de administración y control
Francisco de Assis e Silva, director ejecutivo de relaciones institucionales
Jeremiah O’Callaghan, director ejecutivo de relaciones con inversionistas